# 공공자전거

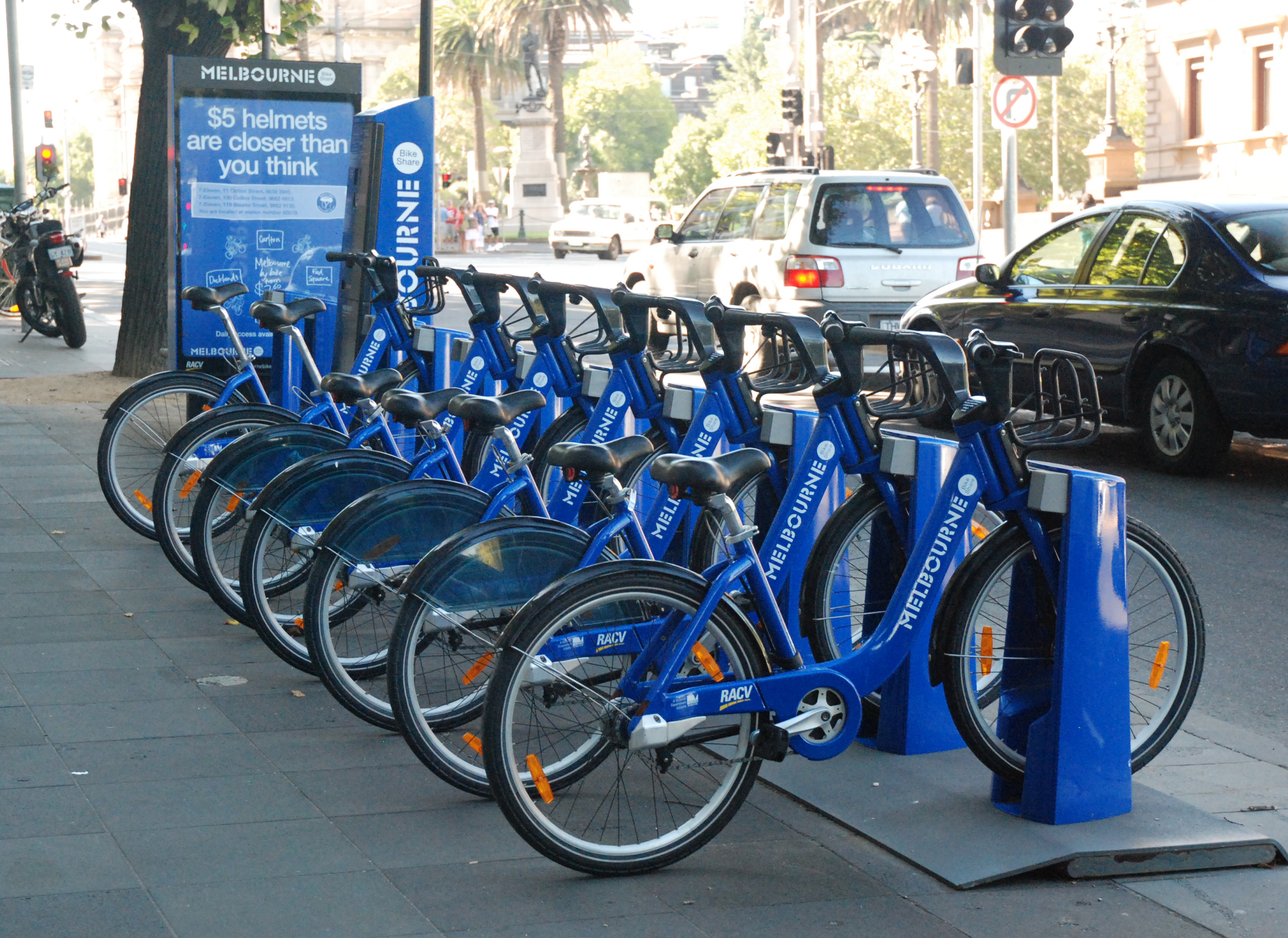
멜버른의 자전거 쉐어링 시스템

공유자전거(영어: bicycle-sharing system) 또는 공공자전거(영어: public bicycle scheme)는 저렴한 가격이나 무료로 자전거를 개인이 단기간에 이용할 수 있는 서비스이다. 자전거를 한 거치대에서 빌린 후 다른 거치대에 반납하는 형태가 많으며, 거치대는 컴퓨터에 의해 제어된다. 거치대가 아예 존재하지 않는 경우도 있다. 스마트폰 지도 앱을 이용하여 이용 가능한 거치대를 찾거나 거치대의 잠금을 해제할 수 있다.

## 국가별 공공자전거

### 대한민국
대한민국에서는 서울특별시, 대전광역시 등의 지방자치단체가 공공자전거를 운영하고 있으며, 각자의 독자적인 명칭을 가지고 있다.
한편 카카오에서는 카카오 T 바이크라는 공유 자전거 서비스를 운영하고 있으며, 거치대가 없는 형태로, 앱을 이용하여 자전거의 위치를 찾아 자전거에 부착된 QR코드나 일련번호로 인증한 뒤 이용하는 방식이다.
한편 지바이크라는 어플에서도 지쿠라는 공유 자전거를 운영하고 있으며 QR코드나 바코드로 찍어서 인증받아서 요금을 결제하는 방식이다.(거리 키로수마다 100원씩 붙는다.)

### 캐나다
캐나다의 공유자전거 서비스는 온타리오주, 퀘벡주, 브리티시컬럼비아주 등의 일부 도시에서 시행되고 있다.
온타리오주 내 토론토는 토론토 주차국(영어: Toronto Parking Authority)의 토론토 공유 자전거(Bike Share Toronto)와  등이 서비스 중에 있다. 같은 주 내 해밀턴은 역시 시청이 운영하는 해밀턴 공유 자전거(영어: Hamilton Bike Share) 등을 이용할 수 있다.
퀘벡주 몬트리올 등에서는 빅시 몬트리올(BIXI Montréal), 브리티시컬럼비아주 밴쿠버에서는 모비(Mobi) 등이 서비스 되고 있다.

## 같이 보기
- 카셰어링
- 지속 가능한 교통